# Myrmoderus
Myrmoderus es un género de aves paseriformes perteneciente a la familia Thamnophilidae que agrupa a cinco especie nativas de América del Sur, donde se distribuyen separadamente, una en la región Amazónica y guayanense, tres en la Mata Atlántica del este y sureste de Brasil y una en Perú. Estas especies anteriormente formaban parte del amplio género Myrmeciza, de donde fueron separadas recientemente, en 2013. A sus miembros se les conoce por el nombre popular de hormigueros.

## Etimología
El nombre genérico masculino «Myrmoderus» se compone de las palabras griegas «murmos»: hormiga y «derō»: azote, garrote; significando «destruidor de hormigas».

## Características
Las aves de este género son hormigueros bastante atractivos, midiendo entre 14,5 y 15,5 cm de longitud.
Las tres especies de la Mata Atlántica (ruficauda, loricatus y squamosus) son similares y comparten algunas características llamativas, particularmente las plumas cobertoras de las alas negras punteadas de blanco o pardo amarillento, los auriculares negros (que son grises en la hembra de ruficauda) contrastando con las partes superiores pardas y las partes inferiores de color pardo claro o blanco, con un escamado formado por plumas negras bordeadas de blanco en los machos. La cuarta especie, ferruginea, tiene una gran mancha negra en el pecho y la piel desnuda de color azul alrededor de los ojos, pero comparte el patrón llamativo del plumaje de las cobertoras, los auriculares y el dorso.
Las tres especies del bosque atlántico prefieren selvas de suelos arenosos y más secos, o barrancos abruptos con una alta densidad de troncos esbeltos y plantas de hojas anchas en el sotobosque; ferrugineus también habita en selvas de suelos arenosos pero también es encontrada en pequeñas clareras y árboles caídos en la selva húmeda. Todas las especies forrajean en el suelo, y con menos frecuencia saltan a perchas bajas. Todas buscan presas en las hojas muertas o substratos hasta 1 m del suelo; solo ferrugineus acompaña regularmente regueros de hormigas guerreras.

## Lista de especies
Según las clasificaciones Clements Checklist y del Congreso Ornitológico Internacional (IOC) este género agrupa a las siguientes especies, con el respectivo nombre popular de acuerdo con la Sociedad Española de Ornitología (SEO):
| Imagen | Nombre científico      | Autor                                                | Nombre común                     | EC (*) |
| ------ | ---------------------- | ---------------------------------------------------- | -------------------------------- | ------ |
|        | Myrmoderus ferrugineus | (Statius Müller, 1776)                               | hormiguero ferruginoso           | LC     |
|        | Myrmoderus eowilsoni   | Moncrieff, Johnson, Lane, Beck, Angulo & Fagan, 2018 | hormiguero de la Cordillera Azul | NT     |
|        | Myrmoderus ruficauda   | (Wied-Neuwied, 1831)                                 | hormiguero festoneado            | EN     |
|        | Myrmoderus loricatus   | (Lichtenstein, 1823)                                 | hormiguero enmascarado           | LC     |
|        | Myrmoderus squamosus   | (Pelzeln, 1868)                                      | hormiguero escamoso              | LC     |

(*) Estado de conservación

## Distribución geográfica
Las tres especies de la Mata Atlántica se distribuyen en el este y sureste de Brasil, desde el estado de Paraíba hasta Río Grande do Sul; ferrugineus es encontrada desde el extremo este de Venezuela hasta las Guayanas y noreste de la Amazonia brasileña y al sur del río Amazonas en el interfluvio de los ríos Madeira y Tapajós. La especie recientemente descrita M. eowilsoni es conocida en una zona muy restringida de la cordillera Azul en el departamento San Martín, Perú.

## Taxonomía

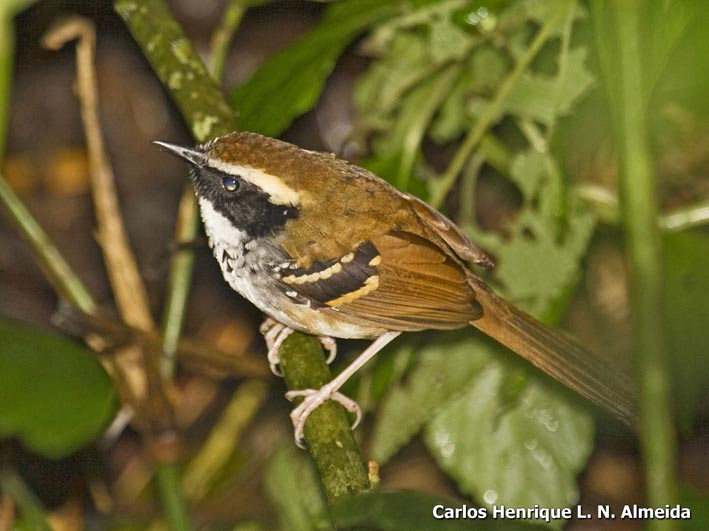
Myrmeciza loricata fotografiada en el Parque Nacional de Itatiaia, Rio de Janeiro, Brazil.

La historia del género Myrmeciza se caracteriza por décadas de controversias e incertezas. Autores más recientes expresaron dudas consistentes en relación con la monofilia del grupo, pero no había ninguna revisión disponible que realmente probase la monofilia del grupo.
El estudio de Isler et al. 2013 presentó resultados de filogenia molecular de un denso conjunto de taxones de la familia Thamnophilidae (218 de 224 especies). Estos datos suministraron un fuerte soporte a la tesis de que Myrmeciza no era monofilético y que sus miembros están distribuidos en tres de las cinco tribus de la subfamilia Thamnophilinae propuestas por Moyle et al. 2009. También se compararon las características morfológicas, comportamentales y ecológicas de las especies de Myrmeciza con sus parientes próximos dentro de cada tribu, con el objetivo de determinar los límites genéricos.
Como resultado de estos análisis, los autores propusieron que las especies entonces situadas en Myrmeciza fueran reasignadas al propio género y a otros once, cinco de los cuales fueron resucitados: Akletos, Myrmelastes, Myrmoderus, Myrmophylax y Sipia, y seis de los cuales fueron descritos por primera vez: Ammonastes, Ampelornis, Aprositornis, Hafferia, Poliocrania, y Sciaphylax.
Específicamente en relación con las entonces Myrmeciza ferruginea, M. ruficauda, M. loricata y M. squamosa, Isler et al. 2013 demostraron que formaban un clado bien definido, distante del resto de Myrmeciza, al que denominaron  ferruginea, dentro de una tribu Pyriglenini. Para resolver esta cuestión taxonómica, propusieron agrupar las cuatro especies listadas más arriba en el presente género resucitado Myrmoderus. En la Propuesta N° 628 al (SACC), se aprobó este cambio, junto a todos los otros envolviendo el género Myrmeciza.

### Descripción original
El género Myrmoderus fue descrito originalmente por el ornitólogo estadounidense Robert Ridgway en 1909, la especie tipo es Myiothera loricata = Myrmoderus loricatus.